# Cyptochirus trogiformis
Cyptochirus trogiformis là một loài bọ cánh cứng trong họ Bọ hung (Scarabaeidae).